# 大衛·魯芬
大衛·伊萊·魯芬（英語：David Eli Ruffin，1941年1月18日—1991年6月1日），本名戴維斯·伊萊·魯芬（英語：Davis Eli Ruffin），是美國靈魂樂歌手與音樂家，他最知名的身分是誘惑合唱團「經典五人組」（1964年–1968年）時期的成員，並在如〈My Girl〉、〈Ain't Too Proud to Beg〉等熱門歌曲中擔任主唱。1968年退出之後，魯芬除了開始個人生涯外也與另兩名組合成員：艾迪·肯德里克斯和丹尼斯·愛德華有所合作。
魯芬知名於他獨特、尖銳且苦澀的男高音唱腔。1989年，他以誘惑合唱團成員身分入選搖滾名人堂。他在2008年被《滾石雜誌》名列百大歌手之中。同為摩城唱片旗下的歌手馬文·蓋伊曾欽佩魯芬說：「我（從他的歌聲）聽到了我自己所缺乏的力量。」
大衛·魯芬於1991年在費城因吸食古柯鹼造成的不適送醫，並在6月1日去世。

## 個人作品
錄音室專輯
- 《My Whole World Ended（英语：My Whole World Ended）》（1969年5月1日）
- 《Feelin' Good（英语：Feelin' Good (David Ruffin album)）》（1969年11月）
- 《I Am My Brother's Keeper（英语：I Am My Brother's Keeper）》（1970年10月以魯芬兄弟：大衛和吉米·魯芬（英语：Jimmy Ruffin）之名發行）
- 《David（英语：David (David Ruffin album)）》（原定於1971年發行，但因故而直到2004年6月25日發行）
- 《David Ruffin（英语：David Ruffin (album)）》（1973年2月）
- 《Me 'N Rock 'N Roll Are Here To Stay（英语：Me 'N Rock 'N Roll Are Here To Stay）》（1974年12月）
- 《Who I Am（英语：Who I Am (David Ruffin album)）》（1975年10月1日）
- 《Everything's Coming Up Love（英语：Everything's Coming Up Love）》（1976年5月1日）
- 《In My Stride（英语：In My Stride）》（1977年6月1日）
- 《So Soon We Change（英语：So Soon We Change）》（1979年）
- 《Gentleman Ruffine（英语：Gentleman Ruffine）》（1980年）
- 《Ruffin & Kendrick（英语：Ruffin & Kendrick）》（1988年發行，魯芬與肯德里克斯的合作專輯)

## 外部連結
- 大衛·魯芬在互联网电影资料库（IMDb）上的資料（英文）
- 大衛·魯芬在Allmusic上的頁面
- 1991年，大衛·魯芬/艾迪·肯德里克斯的訪談音檔（页面存档备份，存于）
- 在Find a Grave上的大衛·魯芬